# Ochoz u Brna
Ochoz u Brna (in tedesco Ochos) è un comune della Repubblica Ceca facente parte del distretto di Brno-venkov, in Moravia Meridionale.